# Escaneo tridimensional
El escaneo tridimensional es el proceso de analizar un objeto o entorno del mundo real para recopilar datos tridimensionales de su forma y posiblemente su apariencia (por ejemplo, color). Los datos recopilados se pueden utilizar para construir modelos digitales en tres dimensiones.
Un escáner tridimensional es un dispositivo que analiza un objeto o una escena para reunir datos de su forma y ocasionalmente su color. La información obtenida se puede usar para construir modelos digitales tridimensionales que se utilizan en una amplia variedad de aplicaciones. Desarrollados inicialmente en aplicaciones industriales (metrología, automóvil), han encontrado un vasto campo de aplicación en actividades como la arqueología, arquitectura, ingeniería, y entretenimiento (en la producción de películas y videojuegos).

## Funcionalidad
El propósito del escaneo tridimensional es, generalmente, el de crear una nube de puntos a partir de muestras geométricas en la superficie del objeto. Estos puntos se pueden usar entonces para extrapolar la forma del objeto (un proceso llamado reconstrucción). Si la información de color se incluye en cada uno de los puntos, entonces los colores en la superficie del objeto se pueden determinar también.
Los escáneres 3D son distintos a las cámaras. Al igual que éstas, tienen un campo de visión en forma de cono, pero mientras una cámara reúne información de color acerca de las superficies dentro de su campo de visión, los escáneres 3D reúnen información acerca de su geometría. El modelo obtenido por escaneo tridimensional describe la posición en el espacio de tres dimensiones de cada punto analizado.
Si se define un sistema esférico de coordenadas y se considera que el origen es el escáner, cada punto analizado se asocia con una coordenada φ y θ y con una distancia, que corresponde al componente r. Estas coordenadas esféricas describen completamente la posición tridimensional de cada punto en el modelo, en un sistema de coordenadas local relativo al escáner.
Para la mayoría de las situaciones, un solo escaneo no producirá un modelo completo del objeto. Generalmente se requieren múltiples tomas, incluso centenares, desde muchas direcciones diferentes para obtener información de todos los lados del objeto. Estos escaneos tienen que ser integrados en un sistema común de referencia mediante, un proceso que se                                                              llama generalmente alineación, y que transforma las coordenadas locales de cada toma en coordenadas generales del modelo. El proceso completo que va de las tomas individuales a un modelo completo unificado define el flujo de captura de modelo 3D.

## Esquema de funcionamiento
- Mediante un haz láser, el escáner calcula la distancia, desde el emisor hasta un punto de un objeto al alcance de su trayectoria.
- Mediante un espejo o varios espejos giratorios, barriendo en (x,y) o (φ,θ), el escáner hace incidir dicho haz láser, en una gran cantidad de puntos dentro de una zona del espacio, proporcionando así la distancia a todos esos puntos.
- La nube de puntos así generada, contiene también información sobre la distancia entre sí de los distintos puntos del objeto
- Dependiendo de la distancia al objeto, la precisión deseada y el objeto en cuestión, suelen ser necesarias varias tomas.
- Para producir un modelo 3D, se emplean aplicaciones software que permite orientar las distintas tomas.

## Tecnología
Hay dos tipos de escáneres 3D en función de si hay contacto con el objeto o no. Los escáneres 3D sin contacto se pueden dividir además en dos categorías principales: escáneres activos y escáneres pasivos. Hay una variedad de tecnologías que caen bajo cada una de estas categorías. 

### Contacto
Los escáneres 3D examinan el objeto apoyando el elemento de medida (palpador) sobre la superficie del mismo, típicamente una punta de acero duro o zafiro. Una serie de sensores internos permiten determinar la posición espacial del palpador. Un CMM (máquina de medición por coordenadas) o un brazo de medición son ejemplos de un escáner de contacto. Se usan en su mayoría en control dimensional en procesos de fabricación y pueden conseguir precisiones típicas de 0,01 mm. Su mayor desventaja es que requiere el contacto físico con el objeto para ser escaneado, por lo que el acto de escanear el objeto quizás lo modifique o lo dañe. Este hecho es crítico cuando se escanean objetos delicados o valiosos tales como los artefactos históricos. La otra desventaja de los CMM es que son muy lentos en comparación con los otros métodos que se pueden utilizar para escanear. El movimiento físico del brazo donde se monta el escáner puede ser muy lento y el CMM más rápido puede sólo operar en unos pocos cientos de hertz. Por contraste, un sistema óptico semejante al de un sistema de escáner de láser puede operar de 10 a 1000 kHz.

### Sin contacto

#### Activos
Los escáneres activos emiten alguna clase de señal y analizan su retorno para capturar la geometría de un objeto o una escena. Se utilizan radiaciones electromagnéticas (desde ondas de radio hasta rayos X) o ultrasonidos.

##### Time of flight (Tiempo de vuelo)

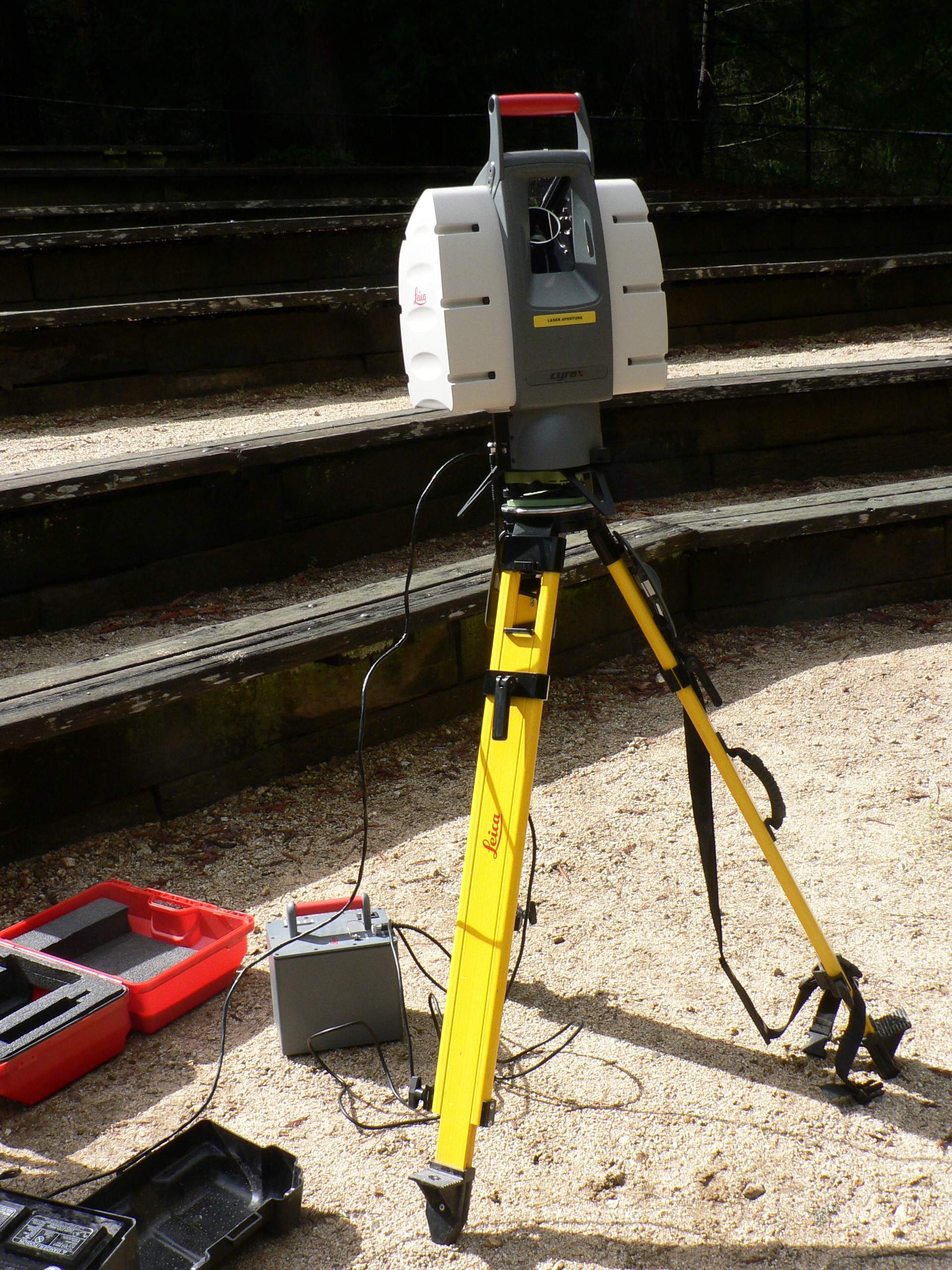
Este escáner láser Leica puede ser usado para escanear edificios, formaciones rocosas, etc. y producir un modelo 3D. El equipo rota horizontalmente 360°, y un espejo deflecta el haz de medida hacia arriba y hacia abajo. El rayo láser es usado para medir la distancia al objeto que lo refleje.

Un escáner 3D de tiempo de vuelo determina la distancia a la escena cronometrando el tiempo del viaje de ida y vuelta de un pulso de luz. Un diodo láser emite un pulso de luz y se cronometra el tiempo que pasa hasta que la luz reflejada es vista por un detector. Como la velocidad de la luz C es conocida, el tiempo del viaje de ida y vuelta determina la distancia del viaje de la luz, que es dos veces la distancia entre el escáner y la superficie. Si T es el tiempo del viaje completo, entonces la distancia es igual a (C * T)/2. Claramente la certeza de un escáner láser de tiempo de vuelo 3D depende de la precisión con la que se puede medir el tiempo T: 3,3 picosegundos (aprox.) es el tiempo requerido para que la luz viaje 1 milímetro. Se utilizan láseres visibles (verdes) o invisibles (infrarrojo cercano).
El distanciómetro láser sólo mide la distancia de un punto en su dirección de la escena. Para llevar a cabo la medida completa, el escáner va variando la dirección del distanciómetro tras cada medida, bien moviendo el distanciómetro o deflectando el haz mediante un sistema óptico. Este último método se usa comúnmente porque los pequeños elementos que lo componen pueden ser girados mucho más rápido y con una precisión mayor. Los escáneres láser de tiempo de vuelo típicos pueden medir la distancia de 10 000 ~ 100 000 puntos cada segundo.
Resumen de características:
- Rápido muestreo.
- Dispone de un sistema de medición (contador) que se reinicia al alcanzar el objetivo.
- Suelen ser equipos de alta precisión (submilimétrica).
- Apto para trabajos de alta precisión en monumentos o elementos constructivos (para el análisis de las deformaciones).
- Generación de una alta densidad de puntos.
- Velicidad oscilante entre los 10 000-100 000 puntos por segundo.

Algunos ejemplos de escáneres basados en el tiempo de vuelo: 
- Callidus CP3200
- Leica ScanStation2
- Leica C10
- Mensi GS100/200 (ahora Trimble GX)
- Optech ILRIS
- Riegl (toda la gama)

##### Triangulación

Principio de un sensor Láser de triangulación. Se muestra la posición de dos objetos.

El escáner láser de triangulación 3D es también un escáner activo que usa la luz del láser para examinar el entorno. El haz de luz láser incide en el objeto y se usa una cámara para buscar la ubicación del punto del láser. Dependiendo de la distancia a la que el láser golpee una superficie, el punto del láser aparece en lugares diferentes en el sensor de la cámara. 
Esta técnica se llama triangulación porque el punto de láser, la cámara y el emisor del láser forman un triángulo. La longitud de un lado del triángulo definido por la cámara y el emisor del láser es conocida. El ángulo del vértice del emisor de láser se sabe también. El ángulo del vértice de la cámara (paralaje) puede ser determinado mirando la ubicación del punto del láser en la cámara. Estos tres valores permiten determinar el resto de las dimensiones del triángulo, y por tanto, la posición de cada punto en el espacio.
La precisión de este sistema de medida puede ser muy elevada (milésimas de milímetro), pero depende del ángulo del vértice opuesto al escáner (cuanto más se aparte de 90° más baja es la precisión), lo que limita el tamaño de la escena a analizar. Dado que ese ángulo depende fuertemente de la distancia entre el emisor láser y la cámara, el aumentar el alcance supone incrementar mucho el tamaño del equipo de medida. En la práctica, el alcance máximo de estos escáneres se limita a 20-30 cm.
En la mayoría de los casos en lugar de un punto de medida se proyecta una línea que barre la superficie del objeto para acelerar el proceso de adquisición.
Algunos ejemplos de escáneres 3D por triangulación:
- Minolta Vivid

El Consejo Nacional de Investigación de Canadá fue de los primeros institutos en desarrollar la tecnología en la que se basa el escaneo por triangulación en 1978.

##### Diferencia de fase
Este tercer tipo de escáner mide la diferencia de fase entre la luz emitida y la recibida, y utiliza dicha medida para estimar la distancia al objeto. El haz láser emitido por este tipo de escáner es continuo y de potencia modulada. 
El rango y la precisión de este tipo de escáner es intermedio, situándose como una solución entre el largo alcance de los dispositivos de tiempo de vuelo y la alta precisión de los escáneres por triangulación. Su alcance ronda los 200 m en condiciones de poco ruido (baja iluminación ambiente), y su error característico ronda los 2 mm por cada 25 m.
En algunos modelos el alcance está limitado precisamente por su modo de funcionamiento, ya que al modular el haz con una frecuencia constante, existe ambigüedad en la medida de la distancia proporcional a la longitud de onda de la modulación utilizada.
La precisión de la medida también depende de la frecuencia utilizada, pero de manera inversa a como lo hace el alcance, por lo cual estos conceptos son complementarios, y se debe encontrar un punto de compromiso entre ambos, o bien utilizar dos frecuencias distintas (multi-frequency-ranging o MF). De este modo, empleando varias frecuencias de modulación, la frecuencia mayor será la empleada para calcular la distancia al punto, y la menor para resolver la ambigüedad de dicha medida
La velocidad de adquisición es muy alta, consiguiendo los modelos actuales velocidades de escaneo que oscilan entre los 100 000 y 1 millón de puntos por segundo, en función de la precisión requerida.
Resumen de las características:
- Haz continuo y de potencia modulada.
- Rango y precisión intermedio (100 metros en condiciones de baja iluminación ambiente).
- Error característico de 2 mm a los 25 m.
- Alcance limitado por el fenómeno de ambigüedad de la onda en función de la frecuencia utilizada.
- Posibilidad de establecer un modo de multifrecuencia.
- Tiempo de adquisición del producto intermedio.
- Velocidades de escaneo comprendidas entre los 100 000 y el millón de puntos.

Algunos ejemplos de escáneres basados en diferencia de fase:
- Faro Photon, Zoom
- Faro Focus 120, 130, 300, 500
- Trimble CX (mixto, fase y tiempo de vuelo)
- Trimble FX
- Z+F Imager 5005, 5010

##### Holografía conoscópica
Es una técnica interferométrica por la que un haz reflejado en una superficie atraviesa un cristal birrefringente, esto es, un cristal que posee dos índices de refracción, uno ordinario y fijo y otro extraordinadio que es función del ángulo de incidencia del rayo en la superficie del cristal.
Como resultado de atravesar el cristal obtienen dos rayos paralelos que se hacen interferir utilizando para ello una lente cilíndrica, esta interferencia es capturada por el sensor de una cámara convencional obteniendo un patrón de franjas.
La frecuencia de esta interferencia determina la distancia del objeto en el que se proyectó el haz. Esta técnica permite la medición de orificios en su configuración colineal, alcanzando precisiones mejores que una micra. La ventaja de esta técnica es que permite utilizar luz no coherente, esto quiere decir que la fuente de iluminación no tiene porqué ser un láser, la única condición es que sea monocromática.
Las aplicaciones de esta técnica son muy variadas, desde la ingeniería inversa hasta la inspección de defectos superficiales en la industria del acero a altas temperaturas. Los sensores de holografía conoscópica son fabricados por Optimet Archivado el 2 de febrero de 2011 en Wayback Machine..
La holografía conoscópica fue descubierta por Gabriel Sirat y Demetri Psaltis en el año 1985.

##### Luz estructurada
Los escáneres 3D de luz estructurada proyectan un patrón de luz en el objeto y analizan la deformación del patrón producida por la geometría de la escena. El modelo puede ser unidimensional o de dos dimensiones. Un ejemplo de un modelo unidimensional es una línea. La línea se proyecta sobre el objeto que se analiza con un proyector de LCD o un láser. Una cámara, desviada levemente del proyector de modelo, mira la forma de la línea y usa una técnica semejante a la triangulación para calcular la distancia de cada punto en la línea. En el caso del modelo de una sola línea, la línea se barre a través del campo del panorama para reunir información de distancia una tira a la vez.
Un ejemplo de un modelo bidimensional es una cuadrícula o un modelo de líneas. Una cámara se usa para registrar la deformación del modelo y un algoritmo bastante complejo se usa para calcular la distancia en cada punto en el modelo. Una razón para la complejidad es la ambigüedad. Considere una serie de rayas verticales paralelas de láser que barren horizontalmente a través de un blanco. En el caso más sencillo, uno podría analizar una imagen y asumir que la secuencia izquierda-derecha de rayas refleja la sucesión de los láseres en la serie, así de esta manera la raya de extremo izquierdo de la imagen sea el primer láser, el próximo es el segundo láser, etcétera. En objetivos no triviales que contienen cambio de patrón, hoyos, oclusiones, y de la profundidad, sin embargo, esta secuencia se descompone como rayas que a veces se esconden o pueden aparecer incluso con el orden cambiado, teniendo como resultado la ambigüedad de raya de láser. Este problema particular fue resuelto recientemente por una tecnología de ruptura llamada Multistripe Laser Triangulation (MLT). El escaneo estructurado de luz todavía es un área muy activa de investigación con muchas investigaciones publicadas cada año. 
La ventaja de los escáneres 3D de luz estructurada es la velocidad. En vez de escanear un punto a la vez, escanean múltiples puntos o el campo entero del panorama inmediatamente. Esto reduce o elimina el problema de la deformación del movimiento. Algunos sistemas existentes son capaces de escanear objetos en movimiento en tiempo real.
Ver: Escáner de luz estructurada.

##### Luz modulada
Escáneres 3D de luz modulada emiten una luz continuamente cambiante en el objeto. Generalmente la fuente de luz simplemente cicla su amplitud en un patrón sinodal. Una cámara detecta la luz reflejada y la cantidad que el patrón de luz cambia para determinar la distancia viajada por la luz.

#### Pasivos
Los escáneres pasivos no emiten ninguna clase de radiación por sí mismos, pero en lugar se fía de detectar la radiación reflejada del ambiente. La mayoría de los escáneres de este tipo detectan la luz visible porque es una radiación ya disponible en el ambiente. Otros tipos de radiación, tal como el infrarrojo podrían ser utilizados también. Los métodos pasivos pueden ser muy baratos, porque en la mayoría de los casos estos no necesitan hardware particular.

##### Estereoscópicos
Los sistemas estereoscópicos utilizan el mismo principio de la fotogrametría, utilizando la medida de la paralaje entre dos imágenes para determinar la distancia de cada pixel de la imagen. Emplean generalmente dos cámaras de video, levemente separadas, mirando a la misma escena. Analizando las diferencias leves entre las imágenes vistas por cada cámara, es posible determinar la distancia en cada punto en las imágenes. Este método se basa en la visión estereoscópica humana.

##### Silueta
Estos tipos de escáneres 3D usan bosquejos creados de una sucesión de fotografías alrededor de un objeto tridimensional contra un fondo muy bien contrastado. Estas siluetas se estiran y son cruzadas para formar la aproximación visual de casco del objeto. Con esta clase de técnicas alguna clase de concavidades de un objeto (como el interior de un tazón) no son detectadas.

##### Con ayuda del usuario (modelado basado en imagen)
Hay otros métodos que, basados en la ayuda del usuario para el descubrimiento e identificación de algunas características y formas en un conjunto de retratos diferentes de un objeto son capaces de construir una aproximación del objeto mismo. Esta clase de técnicas son útiles para construir la aproximación rápida de edificios a semejanza de objetos, formados y sencillos. Varios paquetes comerciales están disponibles como iModeller, el Escultor D o RealViz ImageModeler.
Este tipo de escaneo 3D se basa en los principios de la fotogrametría. Es también algo semejante en la metodología a la fotografía panorámica, excepto que las fotos se toman de un objeto en un espacio tridimensional para replicarlo en vez de tomar una serie de fotos de un punto en un espacio tridimensional para replicar el ambiente circundante.

## Reconstrucción y Modelado
Las nubes de puntos producidas por los escáneres 3D pueden ser utilizadas directamente para la medición y la visualización en el mundo de la arquitectura y la construcción. No obstante, la mayoría de las aplicaciones utilizan modelos 3D poligonales, modelos de superficies NURBS, o modelos CAD basados en las características (modelos sólidos).

### Modelos de malla de polígonos
En una representación poligonal de una forma, una superficie curva es modelada como muchas pequeñas superficies planas (al igual que una esfera es modelada como una bola de discoteca). El proceso de convertir una nube de puntos en un modelo poligonal 3D se llama reconstrucción. La reconstrucción de modelos poligonales implica encontrar y conectar los puntos adyacentes mediante líneas rectas con el fin de crear una superficie continua.
Los modelos poligonales, también llamados modelos de malla, son útiles para la visualización o para algunas aplicaciones CAM, pero son, en general, "pesados" (archivos de datos muy grandes), y son relativamente difíciles de editar en este formato.
Existen muchas aplicaciones, tanto libres como propietarias, destinadas a este fin: MeshLab, cyclone, kubit PointCloud para AutoCAD, JRC 3D Reconstructor, PhotoModeler, ImageModel, PolyWorks, Rapidform, Geomagic, ImageWare, Rhino, etc.

### Modelos de superficies
El siguiente nivel de sofisticación en la modelización implica el uso de un conjunto de pequeñas superficies curvas que unidas entre sí modelan nuestra forma. Estas superficies pueden ser NURBS, T-Splines u otras representaciones de curvas. Utilizando NURBS, nuestra esfera es una esfera matemática verdadera.
Estas superficies tienen la ventaja de ser más ligeras y más fácilmente manipulables cuando se exportan a CAD. Los modelos de superficie son algo más modificables, pero solo en un sentido escultórico de empujar y tirar para deformar la superficie. Esta representación se presta bien al modelado de formas orgánicas o artísticas.
Algunas aplicaciones sólo ofrecen un diseño manual de las curvas, pero las más avanzadas ofrecen tanto manual como automático. Aplicaciones usadas para este modelado son: Rapidform, Geomagic, Rhino, Maya, T Splines, etc.

### Modelos sólidos CAD
Desde el punto de vista de la ingeniería y la fabricación, la representación fundamental de una forma digitalizada es el modelo CAD, totalmente editable. Después de todo, el CAD es el "lenguaje común" de la industria para describir, editar y producir la forma de los bienes de una empresa. En CAD, nuestra esfera está descrita por parámetros que son fácilmente editables mediante el cambio de un valor (por ejemplo, el centro de la esfera o su radio).
Estos modelos CAD no describen simplemente el envoltorio o la forma del objeto, sino que también incorporan la "intención del diseño" (es decir, las características fundamentales y su relación con otras funciones). Un ejemplo de la intención del diseño más allá de la forma por sí sola podrían ser los tornillos de un freno de tambor, que deben ser concéntricos con el agujero en el centro del tambor. Este conocimiento podría guiar la secuencia y el método de creación del modelo CAD: Un diseñador con el conocimiento de esta relación, no diseñaría los tornillos referenciados al diámetro exterior, sino que lo haría depender del centro del tambor. Por tanto, un diseñador creando un modelo CAD, incluirá tanto la forma como la finalidad del diseño en el modelo CAD completo.
Distintos enfoques se ofrecen para llegar al modelo CAD. Algunos exportan las superficies NURBS tal cual y dejan que sea el diseñador el que complete el modelo en CAD (por ejemplo, Geomagic, ImageWare, Rhino). Otros utilizan el análisis de los datos para crear un modelo editable basado en las características que se importa en CAD con el árbol de características intacto, produciendo un modelo completo y nativo de CAD, recogiendo tanto la forma como la finalidad del diseño (Geomagic, Rapidform). Mientras que otras aplicaciones de CAD son lo suficientemente robustas como para manipular modelos de un número limitado de puntos o polígonos dentro del entorno CAD (por ejemplo, Catia).

## Aplicaciones

### Industria
El escáner 3D ha encontrado una aplicación insustituible en el control dimensional de fabricación de componentes que requieren tolerancias muy estrictas, como álabes de turbina, mecanizados de alta precisión, estampación y matricería, etc. Las piezas se escanean y la nube de puntos se compara con el modelo teórico, permitiendo un control muy minucioso sobre la producción. También se utiliza para «escalar» diseños a partir de modelos creados a mano.

### Ingeniería inversa
La ingeniería inversa de un componente mecánico requiere un modelo digital preciso de los objetos a ser reproducido. Antes que un conjunto de los puntos que un modelo digital preciso es representado típicamente por un conjunto de superficies tal como un conjunto de superficies triangulares planas, un conjunto de la planicie o superficies curvas de NURBS, o idealmente para componentes mecánicos un sólido de CAD que se compone de un subconjunto de CAD de superficies de NURBS. Un escáner 3D se puede usar para digitalizar forma libre o componentes formados gradualmente cambiantes de geometrías así como también prismáticas mientras que una CMM es usada generalmente sólo para que determine las dimensiones sencillas de un modelo sumamente prismático. Estos puntos de datos entonces se procesan para crear un usable modelo digital.

### Documentación "as built"
Los escáneres 3D permiten obtener modelos precisos de la situación real de un edificio o instalación, de manera que se pueden realizar proyectos de documentación o mantenimiento basados en su situación real. Además, permiten comparar la evolución temporal de un objeto, permitiendo identificar deformaciones, movimientos, etc.

### Entretenimiento
Escáneres 3D son usados por la industria del entretenimiento para crear los modelos 3D digitales para películas y videojuegos. En caso de que exista en el mundo real el objeto cuyo modelo se quiere escanear, es mucho más rápido escanear el objeto físico que crear manualmente el modelo 3D por medio de software de modelado. Frecuentemente, los artistas esculpen los modelos físicos de lo que ellos quieren y los escanean en forma digital antes de pasarlos directamente a modelos digitales en una computadora.

### Patrimonio cultural
Ha habido muchos proyectos de investigación que emprendieron el escanear sitios y artefactos históricos. La técnica de escaneo láser contribuye a la documentación y mantenimiento de edificaciones, monumentos y otros elementos históricos. Además, puede ser una herramienta para la divulgación de turismo histórico a través de modelos virtuales.

#### Documentación
Para una documentación completa de la información de un monumento histórico (arqueológico, arquitectónico, etc.) es necesario realizar un levantamiento preciso y en detalle de los distintos elementos que constituyen el objeto de estudio para obtener unos resultados fiables y ajustados a la realidad, así como identificar las distintas patologías que puedan afectar al objeto, como problemas estructurales, deformaciones, etc.
Pero la documentación del patrimonio cultural no consiste únicamente en el levantamiento de campo de los datos necesarios para su registro en detalle, sino que también requiere procedimientos necesarios para procesar esta información, su presentación posterior y el archivo de los datos imprescindibles para representar la forma, volumen y tamaño del elemento documentado en un determinado momento de la vida del mismo.
Como es cada vez más habitual, la exigencia en la rapidez y precisión en la documentación de los elementos patrimoniales, la tendencia actual es usar como herramientas más avanzadas de documentación geométrica los métodos topográficos y la fotogrametría.
Cada vez se hace más necesario obtener un registro en 3D y con ello, un modelo tridimensional que represente gráficamente tanto la geometría del edificio como el aspecto en que se encuentra.
En este sentido ha avanzado en las últimas décadas la aplicación del escáner láser 3D en el campo del patrimonio cultural, que suple huecos de otras técnicas, presentándose como una alternativa eficiente para la documentación de elementos históricos. Así como en la fotogrametría, el escáner láser puede ser utilizado en suelo o aerotransportado
.
En un mundo donde la información se almacena fundamentalmente en formatos digitales, se hace cada vez más necesario generar sistemas en los que ésta quede archivada en formatos que permitan su conservación en el futuro; un formato que sea además compatible con otro tipo de información digital sobre los sitios analizados (bien sea ésta descriptiva, gráfica, histórica, etc.), con la cual se pueda también relacionar.

#### Miguel Ángel
En 1999, dos grupos diferentes de investigación comenzaron a escanear estatuas de Miguel Ángel. La Universidad de Stanford con un grupo dirigido por Levoy de Marc usó un escáner láser de triangulación comercial y construido por Cyberware para escudriñar las estatuas de Miguel Ángel en Florencia, notablemente el David, el Prigioni y las cuatro estatuas en la Capilla de Medici. El escaneo produjo una densidad de puntos de datos de una muestra por 0,25 mm, detallado bastante para ver las marcas de cincel de Miguel Ángel. Este detallado escaneo produjo una cantidad inmensa de datos (hasta 32 gigabits) y el procesamiento de los datos de su escaneo llevó 5 meses. Aproximadamente en el mismo período un grupo de investigación de IBM, dirigido por H. Rushmeier y F. Bernardini escaneo la Pietà de Florencia adquiriendo detalles geométricos y de color.

#### Monticello
En 2002, David Luebke y otros escanearon Monticello. Un tipo comercial de escáner de láser de tiempo vuelo, el DeltaSphere 3000, fue usado. Los datos de escáner se combinaron luego con datos de color de fotografías digitales para crear el Monticello Virtual, y se exhibieron en el Museo de Arte de Nueva Orleans en 2003. La exhibición virtual de Monticello simuló una ventana que mira a la Biblioteca Jefferson. La exhibición se compuso de un despliegue de la proyección en una pared y un par de lentes estéreo para el espectador. Las lentes, combinadas con proyectores polarizados, proporcionaron un efecto 3D. La posición rastreando hardware en las lentes permitió que el despliegue adaptara como el espectador circula, creando la ilusión que el despliegue es verdaderamente un hoyo en la pared que mira en la Biblioteca. La exhibición estereógrafa de la barrera (esencialmente un holograma no activo que aparece diferente de ángulos diferentes) del gabinete de Jefferson.

### Generación de modelos digitales del terreno y/o elevación
Para muchos, el sistema láser es considerado como una solución completa que llega a reemplazar la fotogrametría. Es prudente que los usuarios de esa tecnología interpreten el láser como siendo otra herramienta más o sensor que ayuda en la solución de problemas específicos de la fotogrametría o de la ingeniería. Así como las imágenes satelitales, de RADAR, o de fotogrametría, los sistemas láser aerotransportados tienen su aplicación apuntada hacia donde sea económicamente viable. Puede proveer resultados muy rápidos y precisos en distintas situaciones donde los métodos convencionales no son los más apropiados.
Hay dos ventajas importantes respecto a los procesos fotogramétricos convencionales. Debido a sus características de operación, el sistema láser aerotransportado sufre menos influencia por las condiciones atmosféricas adversas, como cobertura de nubes y lluvia. Como se trata de luz próxima del espectro visible, interrupciones visuales del pulso son los únicos obstáculos en el proceso. De esa forma, días de poco sol son incluso más propicios para la ejecución de levantamientos láser. Otra ventaja es la rapidez en la captación, o sea, en las operaciones de campo y post relevamiento. El procesamiento de datos crudos independe de servicios adicionales, una vez que son exclusivamente numéricos. En los procesos fotogramétricos, el uso de escáner y estaciones de trabajo tienen importancia fundamental para la derivación de los modelos digitales. En el caso de los sistemas láser aerotransportados, el procesamiento de los datos crudos es la única actividad a ser hecha para la obtención del modelo digital.